# Howells (Nebraska)
Howells je selo u američkoj saveznoj državi Nebraska. Prema popisu stanovništva iz 2010. u njemu je živjelo 561 stanovnika.